# Argonauta argo
Pour les articles homonymes, voir Argo.
Espèce
Statut de conservation UICN

 LC  : Préoccupation mineure
Argonauta argo (nom vernaculaire : argonaute voilier) est une espèce de mollusques céphalopodes de la famille des Argonautidae.

## Caractéristiques
Cet animal a été étudié par Jeanne Villepreux-Power au XIXe siècle.
Répartition :
toutes les mers chaudes.
Caractères distinctifs :
dimorphisme sexuel très marqué, les femelles adultes étant 10 à 15 fois plus grandes que les mâles. Hectocotyle s'autotomisant dans la cavité palléale de la femelle. Les œufs fécondés (ayant amorcé la segmentation) sont déposés dans la nacelle calcitique que la femelle sécrète et maintient avec ses bras dorsaux. À l'exception de la membrane des bras dorsaux, la membrane brachiale est très peu développée.

Tégument avec reflets argentés.

Coloration : rouge à brune.
Différences avec les espèces les plus similaires de la zone : la présence de la nacelle et l'absence de pores aquifères permettent de distinguer cette espèce des Tremoctopus.
Taille :
- femelles : jusqu'à 12 cm (longueur du manteau), avec nacelle pouvant atteindre une taille de 30 cm (longueur maximale)
- mâles : 2 cm au maximum en longueur totale.

Habitat et biologie : espèce épipélagique, océanique, vivant dans les eaux de surface.
Pêche et utilisation : rarement pêché en masses de plusieurs dizaines de kilogrammes par trait de chaluts pélagiques.